# أحدور
الأُحدُور في الهندسة العسكرية هو منحدر مصطنع وجزءٌ من قلاع العصور الوسطى أو في القلاع الحديثة المبكرة . قد تُبنى من الأرض هيكلًا مؤقتًا أو من الحجر في هيكل دائم. والأحدور عمومًا أي منحدر طبيعي أو مصطنع يلبي المتطلبات المذكورة. يشير أصل هذه الكلمة الفرنسية إلى منحدر أصبح خطيرًا بالجليد ومن هنا جاءت العلاقة بالجليدية.

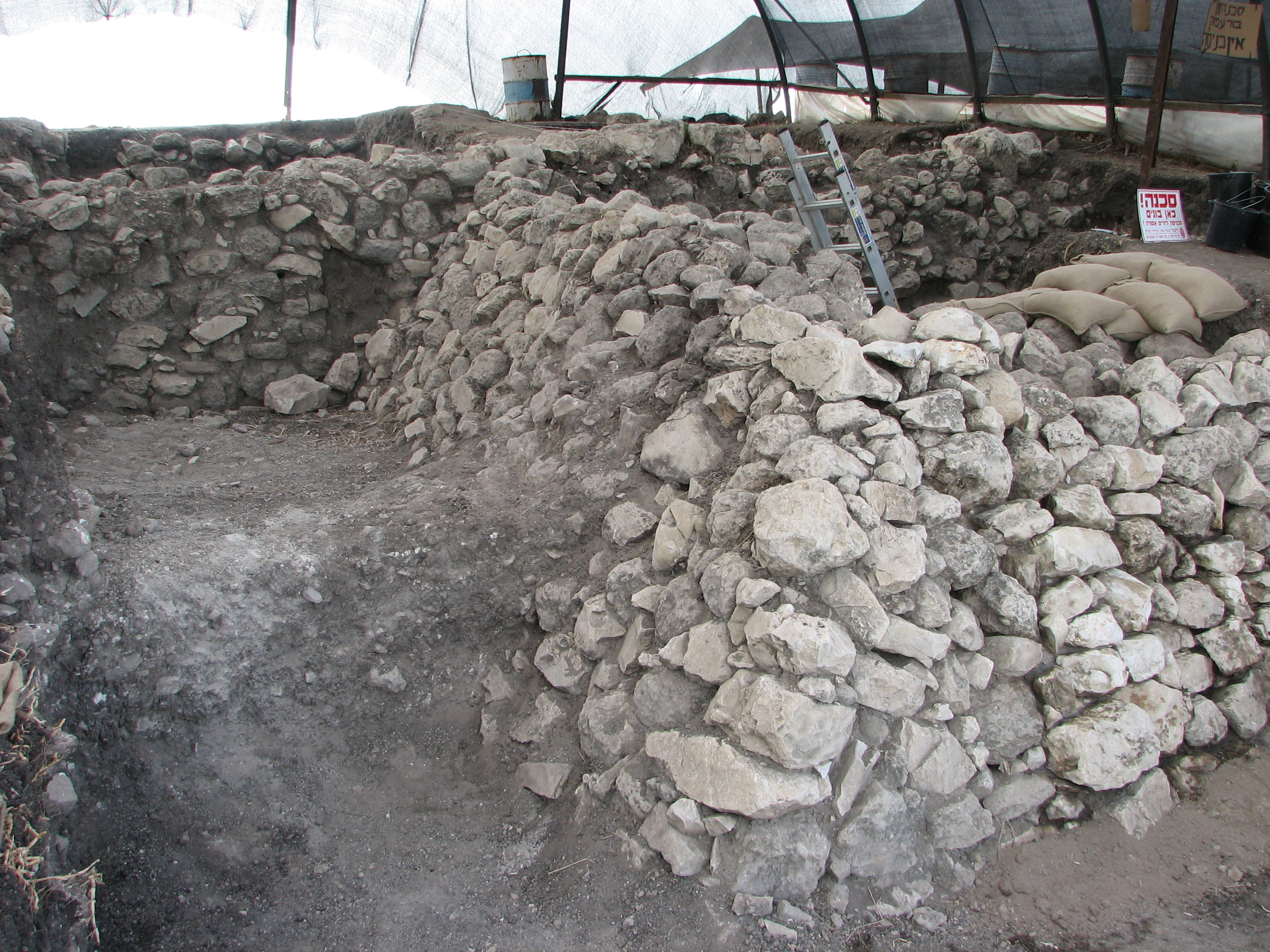
العصر البرونزي الأوسط الجليدي في تل الأساور في فلسطين

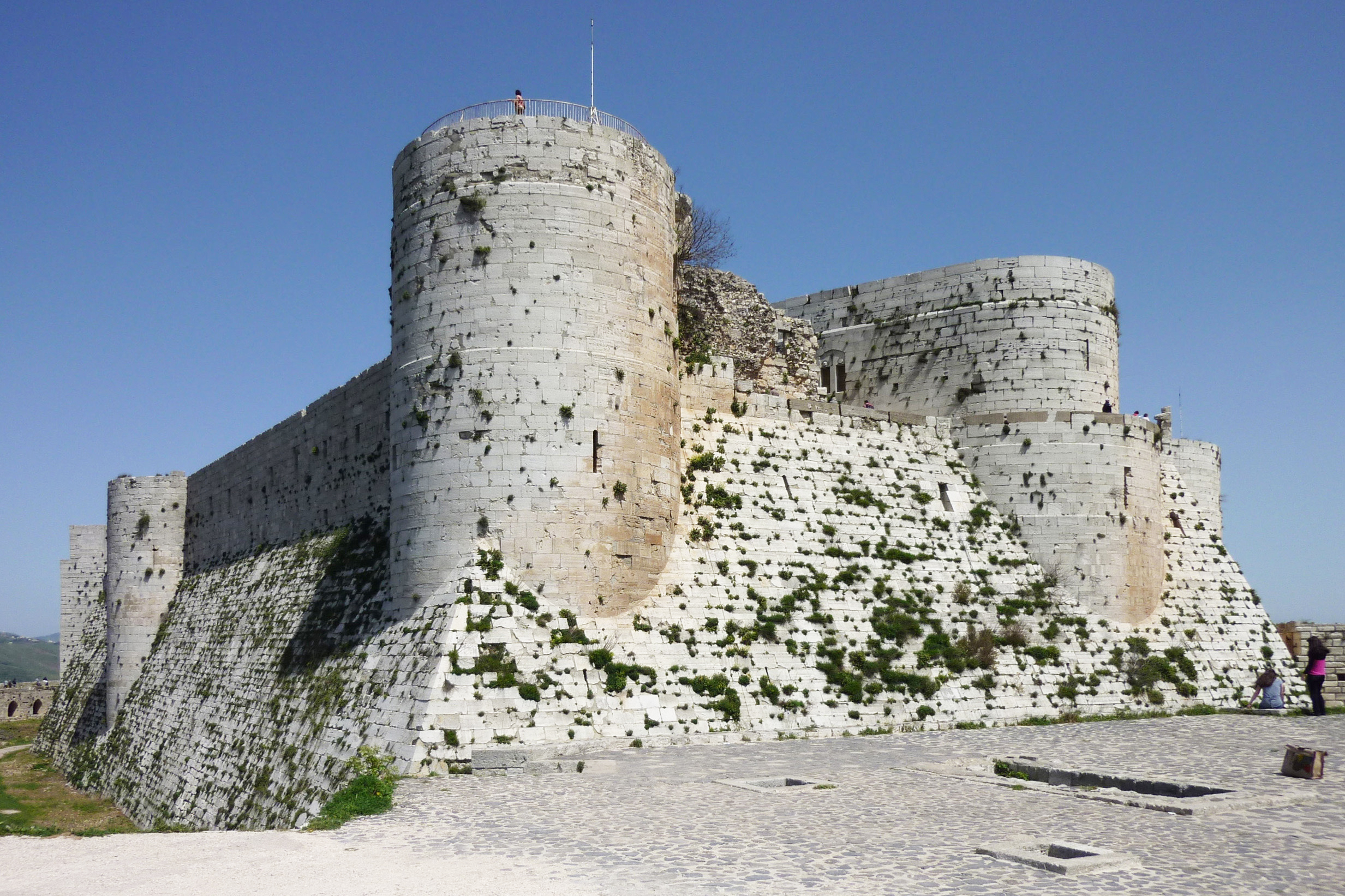
قلعة الحصن قلعة من القرون الوسطى في سوريا. الوجه الجنوبي للجناح الداخلي ذو أحدور حاد